# فاليري راتشكوف
فاليري راتشكوف (بالروسية: Рачков, Валерий Александрович)‏ (مواليد 24 أبريل 1956) هو ملاكم روسي، مثّل بلاده في الألعاب الأولمبية الصيفية 1976.

## روابط خارجية
فاليري راتشكوف على موقع أوليمبيديا (الإنجليزية)